# Capsodes
Genre
Capsodes est un genre d'insectes hémiptères hétéroptères (punaises) de la famille des Miridae, de la sous-famille des Mirinae et de la tribu des Mirini.

## Liste des espèces
Selon Catalogue of Life (29 avril 2022) :
- Capsodes bicolor (Fieber, 1864)
- Capsodes flavomarginatus (Donovan, 1798)
- Capsodes gothicus (Linnaeus, 1758)
- Capsodes leveillei (Puton, 1887)
- Capsodes mat (Rossi, 1790)
- Capsodes pauperatus (Reuter, 1896)
- Capsodes pygmaeus Wagner, 1959
- Capsodes robustus Wagner, 1951
- Capsodes sulcatus (Fieber, 1861)
- Capsodes vittiventris (Puton, 1883)